# Eberhard Leithoff
Eberhard Leithoff (* 4. Januar 1901 in Berlin als Arthur Paul Alexander Rössling; † 29. Januar 1944 ebenda) war ein deutscher Filmschauspieler.

## Leben und Wirken
Geboren als unehelicher Sohn von Antonie Rössling, wurde er von Georg und Elsbeth Leithoff aufgezogen und führte ab 1902 amtlich den Namen Eberhard Leithoff. 1913 wurde er von seinen Zieheltern adoptiert. Über seinen beruflichen Werdegang und eine etwaige Theaterarbeit vor seinem Filmdebüt ist nichts bekannt, Festengagements vor dem Beginn seiner reichhaltigen Filmarbeit 1924 sind nicht auszumachen. In den rund anderthalb Jahrzehnten seiner intensiven Tätigkeit vor der Kamera (von 1924 bis 1939) spielte Leithoff kleine bis mittelgroße Nebenrollen, gleich zu Beginn seiner Karriere sogar als Partner der veritablen Stars Henny Porten und Friedrich Kayßler in Gräfin Donelli, einem Nebenwerk des jungen Nachwuchsregisseurs G. W. Pabst.
Am 4. Dezember 1924 heiratete er in Berlin Liliana Amon; die Ehe wurde 1929 geschieden. 1927 war Eberhard Leithoff kurz hintereinander zweimal Filmpartner der österreichischen Stummfilmdiva Magda Sonja, in den Historienfilmen ihres Mannes Friedrich Feher, Mata Hari und Maria Stuart. Im darauf folgenden Jahrzehnt sah man ihn an der Seite der beiden größten Kassenmagneten ihrer Zeit: Hans Albers (Gold und Unter heißem Himmel) und Heinz Rühmann (Lauter Lügen und Hurra! Ich bin Papa!). Während des Zweiten Weltkriegs trat Eberhard Leithoff nur noch einmal vor eine Filmkamera. Er kam 1944 bei einem Luftangriff auf Berlin ums Leben.

## Filmografie
- 1924: Claire
- 1924: Gräfin Donelli
- 1925: Der Demütige und die Sängerin
- 1925: Tragödie
- 1926: Deutsche Herzen am deutschen Rhein
- 1927: Die Geliebte des Gouverneurs
- 1927: Laster der Menschheit
- 1927: Mata Hari
- 1927: Maria Stuart
- 1927: Das Mädchen mit den fünf Nullen
- 1928: Ledige Mütter
- 1928: Die von der Scholle sind
- 1928: Die Abenteurer GmbH
- 1929: Das närrische Glück
- 1933: Heideschulmeister Uwe Karsten
- 1934: Gold
- 1935: Hundert Tage
- 1936: Unter heißem Himmel
- 1936: Weiße Sklaven
- 1938: Napoleon ist an allem schuld
- 1938: Gastspiel im Paradies
- 1938: Lauter Lügen
- 1939: Hurra! Ich bin Papa!
- 1939: Der Stammbaum des Dr. Pistorius
- 1939: Das Lied der Wüste
- 1943: Nora